# Stethantyx nearctica
Stethantyx nearctica är en stekelart som beskrevs av Henry Keith Townes, Jr. 1971. Stethantyx nearctica ingår i släktet Stethantyx och familjen brokparasitsteklar. Inga underarter finns listade i Catalogue of Life.